# District de San Sebastián
Le district de San Sebastián est l'un des huit districts de la province de Cusco.
Il a été créé d'après la loi du 2 janvier 1857. Il fait partie de l'aire métropolitaine de la ville de Cuzco.